# Episodi di Ultime dal cielo (seconda stagione)
La seconda stagione della serie televisiva Ultime dal cielo negli Stati Uniti è stata trasmessa per la prima volta dalla CBS dal 27 settembre 1997 al 23 maggio 1998.
In Italia, è andata in onda su Canale 5.
| nº | Titolo originale         | Titolo italiano             | Prima TV USA      | Prima TV Italia |
| -- | ------------------------ | --------------------------- | ----------------- | --------------- |
| 1  | Home                     | Un quartiere da demolire    | 27 settembre 1997 | 25 luglio 2000  |
| 2  | The Medal                | Medaglia al valore          | 4 ottobre 1997    | 4 agosto 2000   |
| 3  | The Wedding              | Il matrimonio               | 11 ottobre 1997   | 27 luglio 2000  |
| 4  | Jenny Sloane             | La storia di Jenny          | 18 ottobre 1997   | 26 luglio 2000  |
| 5  | Downsized                | Il vecchio leone            | 25 ottobre 1997   | 28 luglio 2000  |
| 6  | Angels and Devils        | Angeli e diavoli            | 1º novembre 1997  | 31 luglio 2000  |
| 7  | Redfellas                | Il passato riemerge         | 8 novembre 1997   | 31 luglio 2000  |
| 8  | March in Time            | Il figlio del leader        | 15 novembre 1997  | 1 agosto 2000   |
| 9  | A Regular Joe            | Per una vita normale        | 22 novembre 1997  | 1 agosto 2000   |
| 10 | A Bris is Just a Bris    | La verità fa male           | 20 dicembre 1997  | 2 agosto 2000   |
| 11 | A Minor Miracle          | La fuga del coniglietto     | 10 gennaio 1998   | 3 agosto 2000   |
| 12 | Romancing the Throne     | Un ospite regale            | 17 gennaio 1998   | 2 agosto 2000   |
| 13 | Walk, Don't Run          | Incrocio pericoloso         | 24 gennaio 1998   | 3 agosto 2000   |
| 14 | The Return of Crumb      | Sospetto di corruzione      | 31 gennaio 1998   | 4 agosto 2000   |
| 15 | Mum's the Word           | La maledizione della mummia | 4 aprile 1998     | 7 agosto 2000   |
| 16 | Where or When            | La finestra sul viale       | 11 aprile 1998    | 7 agosto 2000   |
| 17 | The Fourth Carpathian    | I fratelli Carpazian        | 18 aprile 1998    | 8 agosto 2000   |
| 18 | The Quality of Mercy     | Cuore di pietra             | 25 aprile 1998    | 8 agosto 2000   |
| 19 | Show Me the Monet        | Il camaleonte               | 2 maggio 1998     | 9 agosto 2000   |
| 20 | Don't Walk Away, Renee   | Previsioni del tempo        | 9 maggio 1998     | 9 agosto 2000   |
| 21 | Hot Time in the Old Town | Viaggio nel passato         | 16 maggio 1998    | 10 agosto 2000  |
| 22 | Second Sight             | Visioni                     | 23 maggio 1998    | 10 agosto 2000  |

## Un quartiere da demolire
- Titolo originale: Home
- Diretto da: Mel Damski
- Scritto da: H. Wiggens

### Trama
Gary scopre che un avido uomo d'affari vuole acquistare il pub McGinty's e l'orfanotrofio per demolirli e costruire un parcheggio. Nel frattempo, Gary deve anche trovare un nuovo posto in cui vivere, dopo che un incendio, causato da un guasto elettrico, distrugge la sua stanza d'albergo.

## Medaglia al valore
- Titolo originale: The Medal
- Diretto da: Daniel Attias
- Scritto da: Sean Clark

### Trama
Gary deve aiutare un veterano del Vietnam che ha la medaglia d'onore del Congresso, quando una cerimonia in suo onore innesca sensi di colpa e allucinazioni a causa di un errore che ha commesso durante la guerra del Vietnam. Nel frattempo, Chuck si innamora.

## Il matrimonio
- Titolo originale: The Wedding
- Diretto da: James Quinn
- Scritto da: Carla Kettner

### Trama
Al McGinty's viene chiesto di provvedere al matrimonio dell'ex ragazza e fidanzata del liceo di Gary, che prova ancora dei sentimenti romantici per lui. Nel frattempo, il padre di lei si trova sotto il programma di protezione testimoni della polizia da tre settimane e il giornale avverte di problemi al matrimonio.

## La storia di Jenny
- Titolo originale: Jenny Sloane
- Diretto da: Gary Nelson
- Scritto da: Alex Taub

### Trama
Gary deve aiutare un ragazzino malato di leucemia che rifiuta di sottoporsi alle cure. Gary cerca di convincerlo a incontrare Jenny Sloane, la fidanzata di Chicago, che è malata di cancro.

## Il vecchio leone
- Titolo originale: Downsized
- Diretto da: Mel Damski
- Scritto da: Nick Harding

### Trama
Un vecchio collega di lavoro e amico di Gary e Chuck, Fred Meanwell, sta attraversando una crisi di mezza età. Gary e Chuck devono impedirgli di sottoporsi a un fatale intervento di chirurgia plastica per impressionare la sua ragazza e migliorare la sua carriera.

## Angeli e diavoli
- Titolo originale: Angels and Devils
- Diretto da: Gary Nelson
- Scritto da: Sean Cholodenko

### Trama
Gary e Chuck vengono coinvolti in un programma notturno di basket in una chiesa locale per i giovani del centro città, dove incontrano una giovane suora di nome Sorella Mary. Gary aiuta a impedire a Sorella Mary di abbandonare la sua vocazione, dopo che un giovane coinvolto nel programma di basket è stato ucciso durante un tentativo di rapina in un minimarket, che Gary non era riuscito a fermare.

## Il passato riemerge
- Titolo originale: Redfellas
- Diretto da: John Kretchmer
- Scritto da: Carla Kettner

### Trama
Il giornale arriva con un articolo scritto in russo. Gary salva un tassista che capisce il russo e gli traduce l'articolo. Il nostro eroe scopre così che deve salvare Paulina Rosanova, una bellissima violinista russa, da un assassino oltre a farla parlare con suo padre, scomparso da tempo.

## Il figlio del leader
- Titolo originale: March in Time
- Diretto da: Robert Ginty
- Scritto da: Randy Feldman

### Trama
Dopo aver appreso che un leader di un movimento della supremazia bianca, Darryl Foster, verrà assassinato durante una marcia, Gary inizia a discutere se salvare la sua vita o lasciarlo morire. Marissa riesce a convincerlo a salvarlo. La situazione si complica ulteriormente quando il figlio del leader, Lance Foster, fa amicizia con un giovane ragazzo afroamericano.

## Per una vita normale
- Titolo originale: A Regular Joe
- Diretto da: Mel Damski
- Scritto da: Jeff Melvoin

### Trama
Gary è stressato e desidera solo una vita tranquilla. Fa sogni ricorrenti su uno psichiatra che lo incoraggia a prendersi la domenica libera, lasciando perdere il giornale per un giorno. Gary accetta il consiglio, ma sfortunatamente scopre che ha bisogno di convincere un famoso quarterback dei Chicago Bears, Joe Damski, a smettere di giocare per evitare un grave infortunio. Nel frattempo, Chuck e Marissa si scontrano sulla gestione del bar McGinty's.

## La verità fa male
- Titolo originale: A Bris is Just a Bris
- Diretto da: Scott Paulin
- Scritto da: Alex Taub

### Trama
Gary si intromette tra il suo cuoco e un bibliotecario incline agli incidenti, l'ultimo dei quali si innamora di lui per averla salvata. Chuck diventa sincero mentre esce con una rabbina.

## La fuga del coniglietto
- Titolo originale: A Minor Miracle
- Diretto da: Jim Charleston
- Scritto da: Randy Feldman

### Trama
Gary cerca una bambina scomparsa, finendo per diventare un sospettato della sua scomparsa. Quando la polizia si rifiuta di ascoltarlo, Gary entra in una fogna sotterranea allagata per cercare di salvare la bambina prima che sia troppo tardi.

## Un ospite regale
- Titolo originale: Romancing the Throne
- Diretto da: Gary Nelson
- Scritto da: Carla Kettner

### Trama
Dopo aver trovato una ragazza nascosta nella parte posteriore del suo furgone, Gary scopre che questa è la principessa Sibella, che tutti credono scomparsa per scappare dal suo stile di vita privilegiato, ma rigido.

## Incrocio pericoloso
- Titolo originale: Walk, Don't Run
- Diretto da: Richard Heus
- Scritto da: Sean Clark

### Trama
Gary viene nominato per occupare un seggio vacante del Consiglio Comunale e cerca di far installare un lampione in un incrocio pericoloso, dove si verificano molti incidenti stradali, ma il Consiglio gli dice che prima deve votare a favore di un progetto. Quando scopre che il progetto sfratterà molte persone, Gary decide di non votare a favore pertanto il Consiglio boccia la sua richiesta. Così Gary chiede aiuto a Molly Greene e a un ex e onesto membro del Consiglio.

## Sospetto di corruzione
- Titolo originale: The Return of Crumb
- Diretto da: Gary Nelson
- Scritto da: Randy Feldman

### Trama
Gary deve impedire che il detective Crumb, prossimo alla pensione, venga arrestato a causa di un'indagine di ricatto dopo che è diventato l'obiettivo di uno spietato procuratore distrettuale per dimostrare la corruzione della polizia.

## La maledizione della mummia
- Titolo originale: Mum's the Word
- Diretto da: John Patterson
- Scritto da: Robert Masello

### Trama
Marissa viene maledetta dagli orecchini che il suo nuovo ragazzo ha rubato da una mostra di mummie.

## La finestra sul viale
- Titolo originale: Where or When
- Diretto da: David Grossman
- Scritto da: Shannon Dobson

### Trama
In una trama in stile La finestra sul cortile, Gary cade, si rompe una gamba, si fa soccorrere da Chuck e si ritrova bloccato in casa, da solo, con una gamba ingessata. Per passare il tempo, inizia a guardare con il cannocchiale le persone nel condominio dall'altra parte della strada, scoprendo un nuovo vicino, che sembra essere stato vittima di un omicidio quasi 50 anni fa.

## I fratelli Carpazian
- Titolo originale: The Fourth Carpathian
- Diretto da: Gary Nelson
- Scritto da: Alex Taub

### Trama
I genitori di Gary ricevono il giornale quando quest'ultimo rimane intrappolato in un teatro abbandonato, dopo aver tentato di salvare una scimmia.

## Cuore di pietra
- Titolo originale: The Quality of Mercy
- Diretto da: Fisher Stevens
- Scritto da: David T. Levinson

### Trama
Il giornale dice a Gary che un uomo, John Hernandez, morirà in un incidente stradale, quindi salva l'uomo, ma in seguito il giornale cambia e dice che l'uomo ucciderà Rachel Stone. Gary allora sventa il tentativo d'omicidio e cerca di avvertire Rachel, un assistente del procuratore di Stato, perché l'uomo è un detenuto rilasciato di recente ed è stata lei a incarcerarlo. Quando Gary si rifiuta di dirle come conosce queste informazioni, lei lo congeda. 
Nel frattempo, John manda in coma Chuck quando gli ruba la macchina per la fuga. Gary interferisce con il prossimo tentativo di John a casa di Rachel e questo si trasforma in una situazione di stallo con ostaggio. Gary riesce a impedire a Rachel e John di uccidersi a vicenda e convince John a lasciare che lui guidi entrambi lontano da qui, lasciando così andare Rachel. I due finiscono il loro viaggio su una ferrovia dove sentono due bambini gridare aiuto. Uno di loro, infatti, è intrappolato in un punto del binario, con un treno che si avvicina. John decide di saltare su un altro treno, ma ritorna al momento giusto per aiutare a salvare i bambini a spese della sua stessa vita. 
Chuck si sveglia.

## Il camaleonte
- Titolo originale: Show Me the Monet
- Diretto da: Mel Damski
- Scritto da: Nick Harding

### Trama
Gary scopre che un britannico che lo ha assistito in una missione è in realtà un falsario con molti nemici. L'uomo è disposto a restituire un capolavoro rubato, in cambio di aiuto per entrare in un museo.

## Previsioni del tempo
- Titolo originale: Don't Walk Away, Renee
- Diretto da: Gary Nelson
- Scritto da: Sean Clark & Alex Taub

### Trama
Un gruppo di criminali costringe Gary a consegnare un rivoluzionario programma per computer creato da uno dei suoi amici d'infanzia, Renee, rapendo i genitori di Gary.

## Viaggio nel passato
- Titolo originale: Hot Time in the Old Town
- Diretto da: Gary Nelson
- Scritto da: Carla Kettner

### Trama
Gary legge sul giornale che un pilone in un cantiere edile cadrà e abbatterà un edificio vicino, uccidendo migliaia di persone. Gary cerca di evitare che il disastro accada solo per essere messo KO, quando viene colpito alla testa, e svegliarsi due giorni prima del Grande Incendio di Chicago del 1871. In quel tempo, conosce Morris, che assomiglia a Chuck, e Jesse, il fratello di Eleanor (una cantante di un saloon identica a Marissa e vittima di razzismo). Oltre ad aiutare Jesse ed Eleanor, Gary deve cercare di impedire l'incendio di Chicago.

## Visioni
- Titolo originale: Second Sight
- Diretto da: Daniel Attias
- Scritto da: H. Wiggens

### Trama
Marissa ha una visione e crede che la sua vista stia tornando. Chuck è testimone di una strage e viene preso in ostaggio con Gary e Crumb, lasciando a Marissa il compito di salvare la situazione.